# Sergente d'armi della Camera dei comuni (Regno Unito)
Il sergente d'armi della Camera dei comuni è il funzionario parlamentare responsabile della sicurezza nel palazzo di Westminster, nell'ala dei Comuni. Oggigiorno, la carica è principalmente cerimoniale.
Il corrispettivo nella Camera dei lord è il gentiluomo usciere dell'Asta Nera, detto Black Rod, dal 1971, quando gli venne accorpato il ruolo di sergente d'armi della Camera dei lord.

## Storia
Già verso la fine del XIII secolo, Edoardo I creò una scorta, formata da venti sergenti d'armi, che non aveva funzioni strettamente legate al Parlamento, bensì svolgeva incarichi amministrativi e giudiziari per conto del re, come riscuotere le tasse e arrestare. Solo nel 1415 il re Enrico V incaricò uno dei suoi sergenti di sorvegliare la Camera dei comuni.
Inizialmente, il sergente d'armi e i Comuni non erano in ottime relazioni, in quanto il primo era visto (in modo analogo ai primi tre secoli di storia dello speaker) come un possibile informatore del re. Con il passare degli anni, i deputati iniziarono ad apprezzare il ruolo del sergente d'armi, che li proteggeva e aveva il potere di arrestare chiunque gli venisse indicato dai Comuni, senza il bisogno di un mandato: gli bastava mostrare la mazza, simbolo del potere della Camera dei comuni.
L'ultimo non-deputato portato dinnanzi alla sbarra della Camera dal sergente d'armi è stato il giornalista del Sunday Express John Junor il 24 gennaio 1957, per aver pubblicato un articolo che metteva in dubbio l'integrità dei parlamentari. Aveva infatti criticato uno schema governativo che garantiva loro un generoso stanziamento di benzina, mentre la nazione soffriva della pesante tassazione del carburante, come conseguenza della crisi di Suez. Junor si scusò e la questione fu archiviata.

## Funzioni
Il sergente d'armi è il responsabile della sicurezza e dell'ordine nell'ala dei Comuni, nel palazzo di Westminster. Più in generale, prende decisioni sull'uso di carte d'identità, parcheggio sotterraneo, cancelleria della Camera e sulle libertà dei giornalisti dentro l'aula.